# زیگی روتموند
زیگی روتموند (آلمانی: Sigi Rothemund؛ زادهٔ ۱۴ مارس ۱۹۴۴ - ۱۳ ژانویهٔ ۲۰۲۴)کارگردان فیلم و فیلم‌نامه‌نویس اهل آلمان بود.